# Керель
«Керель» (Querelle) — немецко-французский кинофильм Райнера Вернера Фассбиндера о похождениях гомосексуального психопата и убийцы, экранизация одноимённого романа Жана Жене.

## Сюжет
К берегам французского Бреста причаливает корабль, на котором служит матросом красивый молодой человек по имени Керель (Брэд Дэвис). Он занимается контрабандой опиума. Обстоятельства складываются так, что матрос убивает своего сообщника Вика. Затем он направляется в бар и бордель для моряков, намереваясь переспать с красавицей мадам Лизиан. Но все, кто хотят заняться с ней сексом, должны сыграть в кости с её мужем Ноно: выиграешь — женщина твоя, проиграешь — должен отдаться Ноно. Керель проигрывает. Ноно утверждает, что этот проигрыш — намеренный. Керель влюбляется в Жиля, который напоминает ему брата (брата и Жиля играет один и тот же актёр). Жиль испытывает по отношению к Керелю уважение и любопытство. Но в итоге Керель устроил всё так, что в убийстве Вика полиция обвинила Жиля.
Параллельно с основной в фильме развивается дополнительная сюжетная линия: Кереля безумно любит лейтенант Себлон (Франко Неро), от имени которого ведётся повествование в фильме. Как и в романе Жана Жене, действие сопровождается двумя комментариями — посредством дневника лейтенанта Себлона и рассуждений самого автора.

## В ролях
- Брэд Дэвис — матрос Керель
- Франко Неро — лейтенант Себлон, капитан корабля
- Гюнтер Кауфманн — хозяин борделя Ноно
- Жанна Моро — жена хозяина борделя Лизиана
- Лоран Мале — Роджер Батайлль
- Ханно Пёшль — рабочий Жиль
- Хильмар Тате — от автора

## Интересные факты
- Фильм был показан на Венецианском кинофестивале через несколько месяцев после кончины режиссёра. Председатель жюри Марсель Карне прилагал все усилия к тому, чтобы картине был присужден главный приз, однако скандальный по тем временам характер сюжета побудил жюри принять другое решение[2].
- Жанна Моро исполняет в фильме песню «Each Man Kills The Thing He Loves», чей текст взят из поэмы Оскара Уайльда «Баллада Редингской тюрьмы» (англ. The Ballad of Reading Gaol (1898))[3].
- Фильм был снят на английском языке. Из коммерческих соображений после смерти Фассбиндера прокатчики добавили к названию подзаголовок «Договор с дьяволом»[2].

## Критика
Сергей Кудрявцев в своей книге «3500 кинорецензий» отмечает следующее:
 «…увлекаясь материалом, обыгрывая пикантные подробности мира гомосексуалистов, шлюх и убийц, Райнер Вернер Фассбиндер теряет сквозную нить — и от метафоризма нисходит к банальности. Уникальное воссоздание призрачной, театрально-кабаретной атмосферы действия, с навязчивой для позднего Фассбиндера игрой цветом и освещением (его последние картины снимал новый оператор Ксавьер Шварценбергер), с использованием намеренно душещипательной, сентиментальной музыки Пера Рабена — всё это, безусловно, не может не привлечь и не вызвать восторг. Однако по мере того, как живописуемые события начинают неожиданно раздражать, почему-то уже отталкивает и эта демонстративная стилизация реальности».